# Blansko
Blansko (v horském nářečí Blansku, německy Blanz) je město v Jihomoravském kraji. Leží v údolí řeky Svitavy, 19 km severně od Brna. Centrum má nadmořskou výšku 276 m n. m., větší část města se rozkládá ve svahu nad levým břehem Svitavy. Žije zde přibližně 20 tisíc obyvatel.

## Název
Název sídla je původně jmenný tvar přídavného jména blanský odvozeného od podstatného jména blana či bláně, které značí mokřinatý trávník, louku nebo pastvinu, typicky vznikající na místě vykáceného lesa.

## Historie

### Staré Blansko (12. století)

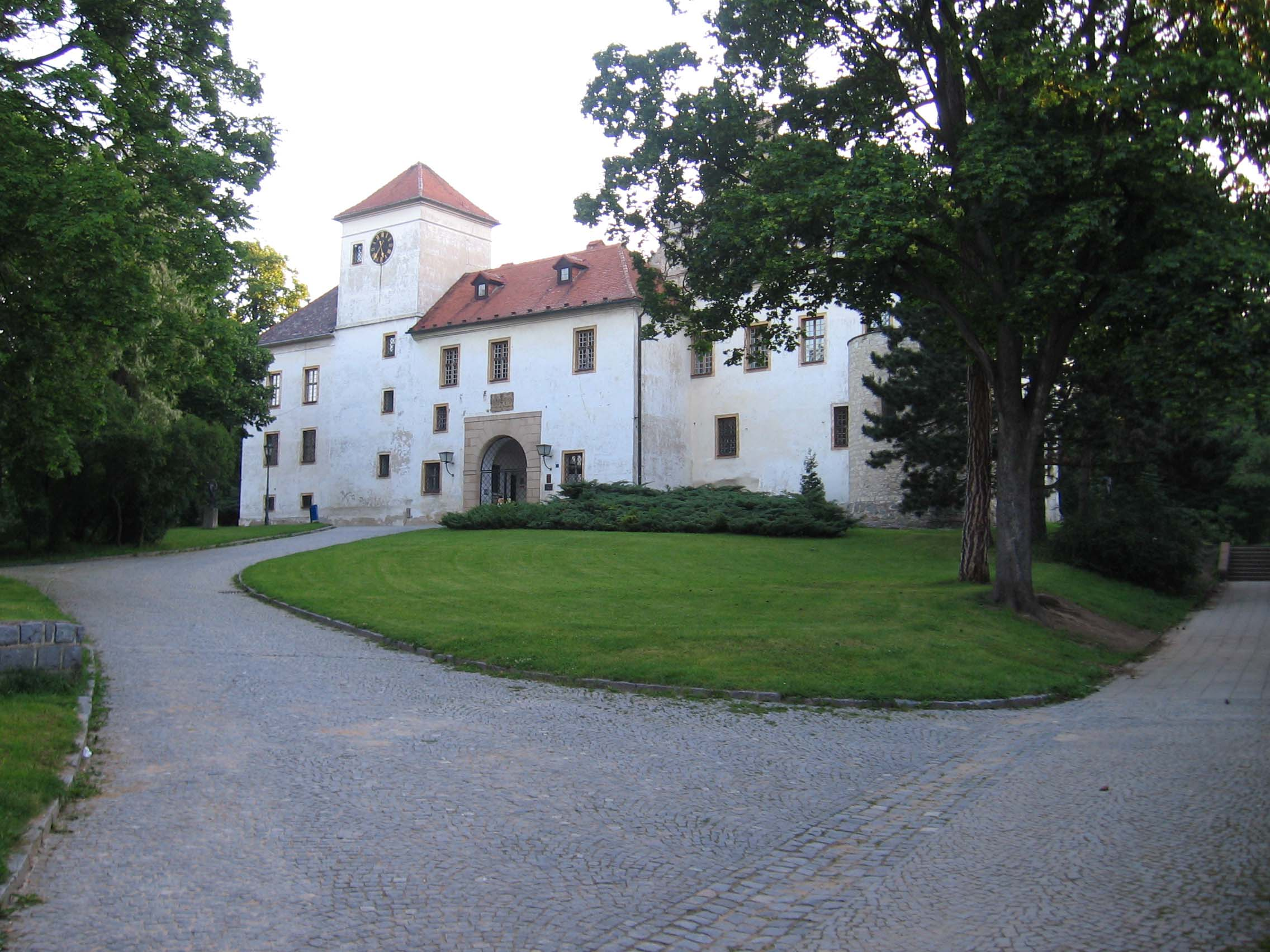
Blanenský zámek

Z první poloviny jedenáctého století pocházejí střepy keramiky, které byly v roce 2017 nalezeny při stavebních pracích u blanenského kostela. První písemná zmínka o zdejší osadě, dnešním Starém Blansku, na pravém břehu Svitavy se objevuje v Letopise tzv. Kanovníka vyšehradského a váže se k roku 1136, kdy probíhal ostrý majetkový (ale v pozadí hlavně politický) spor o právo vystavět v Blansku kostel mezi olomouckým biskupem Jindřichem Zdíkem a brněnským údělným knížetem Vratislavem. Blansko se s dalšími osadami stalo majetkem olomouckého biskupství a jeho držitelé dostávali toto zboží jako léno. Centrem tohoto panství se stal v 2. polovině 13. století hrad Blansek východně od Blanska.

### Nové Blansko (13.–17. století)
Roku 1277 založil olomoucký biskup Bruno ze Schauenburku na levém břehu řeky novou osadu, která se jako tzv. Nové Blansko stala jádrem pozdějšího města. Až do 19. století jej tvořilo především rozsáhlé obdélné náměstí, jehož východním torzem je současné náměstí Svobody. V držení obou vesnic se vystřídala řada lenních majitelů, z nichž k nejznámějším patřil rod pánů z Kunštátu a Černohorských z Boskovic. Od roku 1526 měl blanenské panství rod pánů z Doubravky a Hradiště, za nichž byl zanedbaný statek zveleben a opraven a osady Staré a Nové Blansko sloučeny v jeden celek. Jan Dubravius odkoupil od Jaroslava Černohorského z Boskovic blanenský manský dvůr, který spojil s ostatním zbožím. Roku 1580 povýšil Matyáš Žalkovský ze Žalkovic Blansko na městečko. V letech 1631–1694 držel Blansko rod pánů z Rožmitálu. Slezský rod hrabat Gellhornů zde v roce 1698 založil první železárny.

### Rozmach za industrializace (dlouhé 19. století)
K rozvoji Blanska došlo v 19. století (dlouhé 19. století) právě v souvislosti s rozmachem zdejších železáren a strojíren, které zbudoval Hugo František Salm. K dalšímu rozmachu města přispěla železniční trať Brno – Česká Třebová, která byla slavnostně otevřena 1. ledna 1849. V tomto období, kdy došlo ke zrušení roboty a šlechtických panství, se stalo Blansko centrem jednoho ze tří soudních okresů, které spadaly pod hejtmanství v Boskovicích.
Blansko z městyse na město povýšil císař František Josef I. roku 1905, mj. zásluhou tehdejšího starosty Karla Ježka. V tomto roce byl sepsán pamětní list, který popisuje poměry v Blansku, stav průmyslu, školství, spolků apod. Blansko mělo v té době 417 domů s 3 350 obyvateli a bylo rozvinutým průmyslovým městem.
Největší továrnou byly Salmovy železářské závody, které vyráběly široký sortiment nejen železářské produkce a zaměstnávaly 2 000 dělníků. Dalším závodem byla továrna a slévárna firmy Ježek zaměstnávající 400 dělníků. Továrna firmy Carl Mayers Söhne vyráběla hliněná kamna a šamotové zboží a pracovalo v ní 120 dělníků.
Dalšími menšími firmami byly továrna hospodářských strojů Františka Šaumana, továrna hospodářských strojů Družstvo železářů, strojírna bratří Nejezchlebů, cihelna Martina Kaly a aj. Roku 1911 založil v Blansku inženýr Erich Roučka továrnu na výrobu elektrických měřících přístrojů a regulačních soustav, kterou o 23 let později prodal Robertu Sochorovi.

### Poválečný vývoj a současnost (20. století)
V roce 1945 byla Schorova továrna znárodněna a dostala název Metra Blansko. Spolu s ČKD Blansko a Adastem Blansko tvořila až do roku 1989 jádro blanenského průmyslu. V roce 1949 se stalo Blansko okresním městem. V 60.–80. letech se ve městě překotně rozvíjel průmysl, což vedlo ke příchodu nových obyvatel, ale také k mnohdy velmi necitlivé přestavbě města. Charakteristická je úprava centra ve stylu socialistického realismu a výstavba paneláků na předměstí. Pád komunismu a hlavně ekonomickou transformaci v 90. letech řada podniků v Blansku nepřežila, což vedlo k propadu obyvatelstva asi o 3000. Město si dodnes zachovalo svůj (post)průmyslový charakter.

## Obyvatelstvo

### Struktura
Vývoj počtu obyvatel za celou obec i za jeho jednotlivé části uvádí tabulka níže, ve které se zobrazuje i příslušnost jednotlivých částí k obci či následné odtržení.
| Místní části   | Místní části | 1869 | 1880 | 1890 | 1900 | 1910 | 1921 | 1930 | 1950 | 1961  | 1970  | 1980  | 1991  | 2001  | 2011  | 2021  |
| -------------- | ------------ | ---- | ---- | ---- | ---- | ---- | ---- | ---- | ---- | ----- | ----- | ----- | ----- | ----- | ----- | ----- |
| Počet obyvatel | část Blansko | 5002 | 5565 | 5545 | 6278 | 7562 | 7544 | 8496 | 8883 | 12673 | 14903 | 18912 | 20783 | 20594 | 20629 | 19900 |
| Počet domů     | část Blansko | 583  | 631  | 641  | 766  | 1024 | 1142 | 1521 | 1923 | 1966  | 2106  | 2336  | 2560  | 2804  | 3081  | 3259  |

Věková struktura obyvatel obce Blansko roku 2011
Rodinný stav obyvatel obce Blansko roku 2011
Vzdělání obyvatel obce Blansko roku 2011

## Příroda Blanska
Na území Blanska zasahuje CHKO Moravský kras. Ve správním území města je řada lesů. K zajímavostem patří vyhledávaný zatopený lom v blízkosti vlakového nádraží vedle železniční tratě s průzračně čistou vodu.

## Zajímavá místa a stavby
Blansko leží na železniční trati Brno-Česká Třebová a vzhledem k tomu, že je východiskem turistických cest do oblasti Moravského krasu je nazýváno bránou Moravského krasu. Toto slovní spojení si Blansko nechalo v roce 2009 zaregistrovat jako ochrannou známku. Východně od města se nachází zřícenina hradu Blansek. Jižně od Blanska leží zřícenina Čertova hrádku a Nový hrad.

### Náměstí

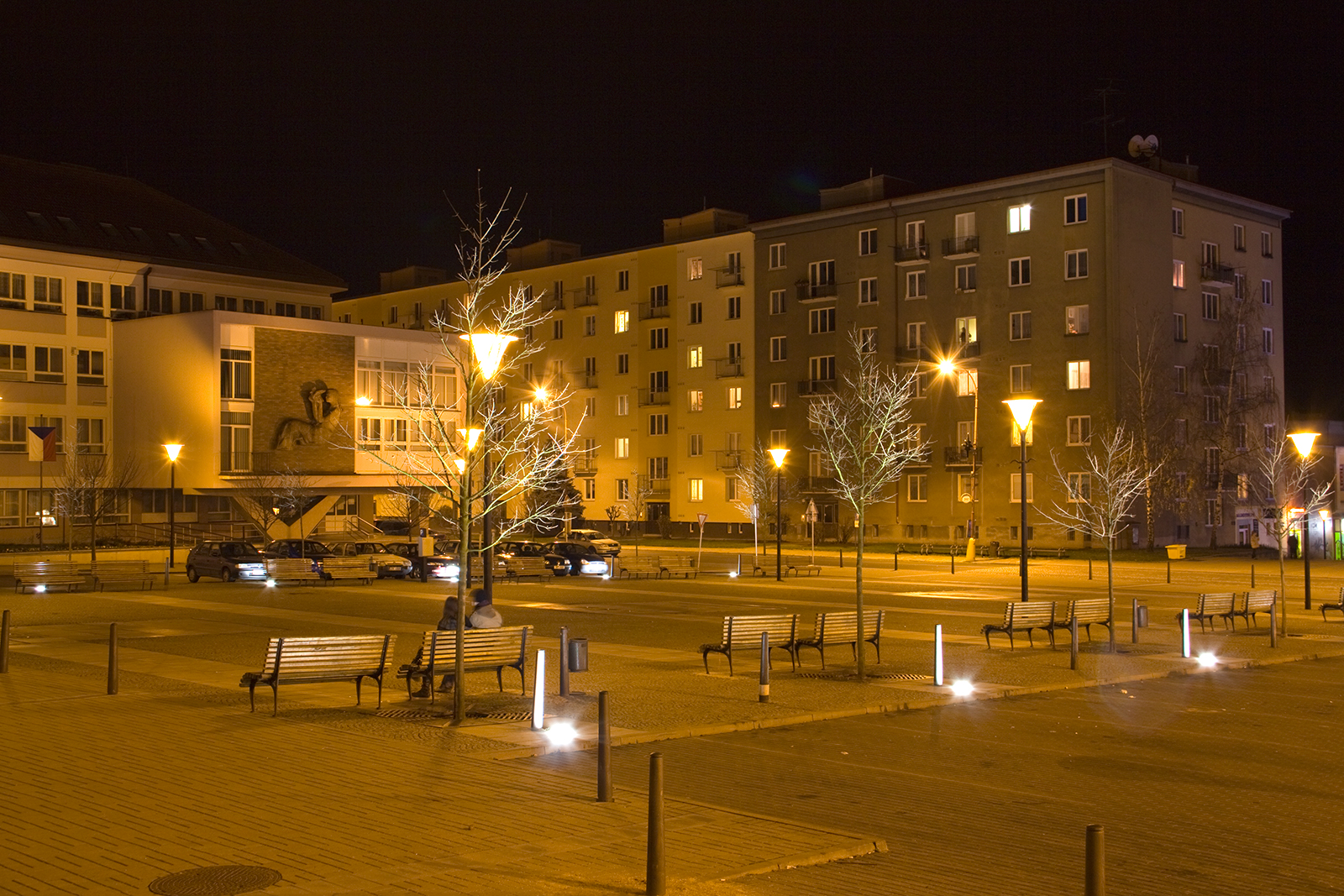
Noční Náměstí Republiky

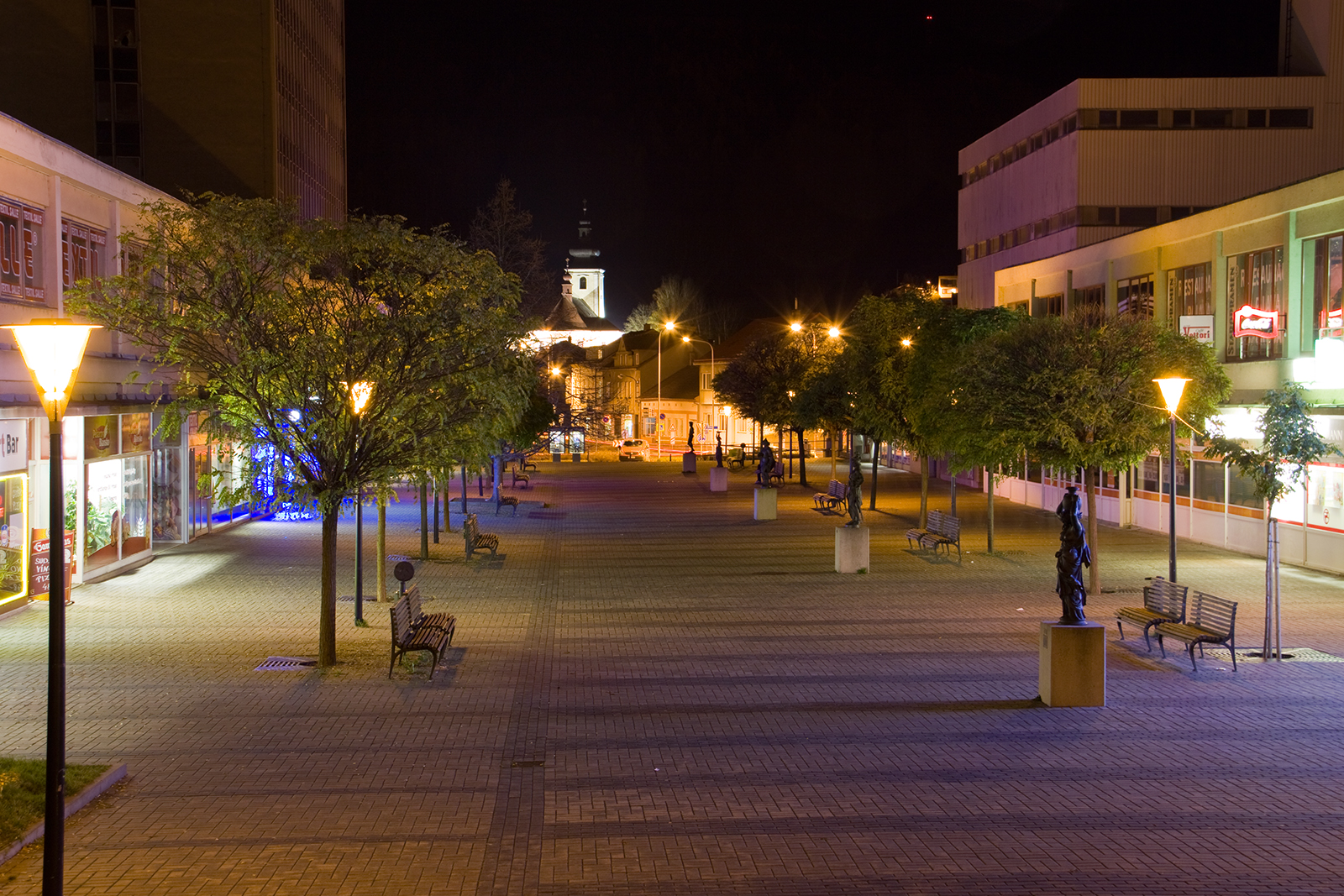
Noční Wanklovo náměstí s kostelem Sv. Martina v pozadí

- náměstí Republiky – náměstí v centru města; na náměstí je budova Komerční banky, budova Městského úřadu, odpočinkový prostor zvaný „Poduklí“ na místě, kde stával hotel Dukla (zbourán r. 2015); je zde vodotrysk, lavičky a také parkovací místa; v období prázdnin tu promítá letní kino nebo se odehrávají hudební vystoupení, v zimě zde bývá vztyčen vánoční strom
- náměstí Svobody – náměstí před budovou blanenské radnice; uprostřed náměstí je parčík s lavičkami, fontánkou s labutěmi, bronzovou sochou hříbat (připomínka zemědělských budov, které tu v minulosti stávaly) a památníkem padlých v první světové válce
- Wankelovo náměstí – podlouhlé náměstí v srdci Blanska s výzdobou tvořenou litinovými sochami
- náměstí Míru – křižovatka ulic 9. května, Stařeckého, Čapkova a Bartošova
- Rožmitálova ulice – nově opravená ulice (pěší zóna) s cihlově červenou dlažbou, lavičkami
- park u Zborováka – park u vlakové zastávky s památníkem bitvy u Zborova

### Historické stavby

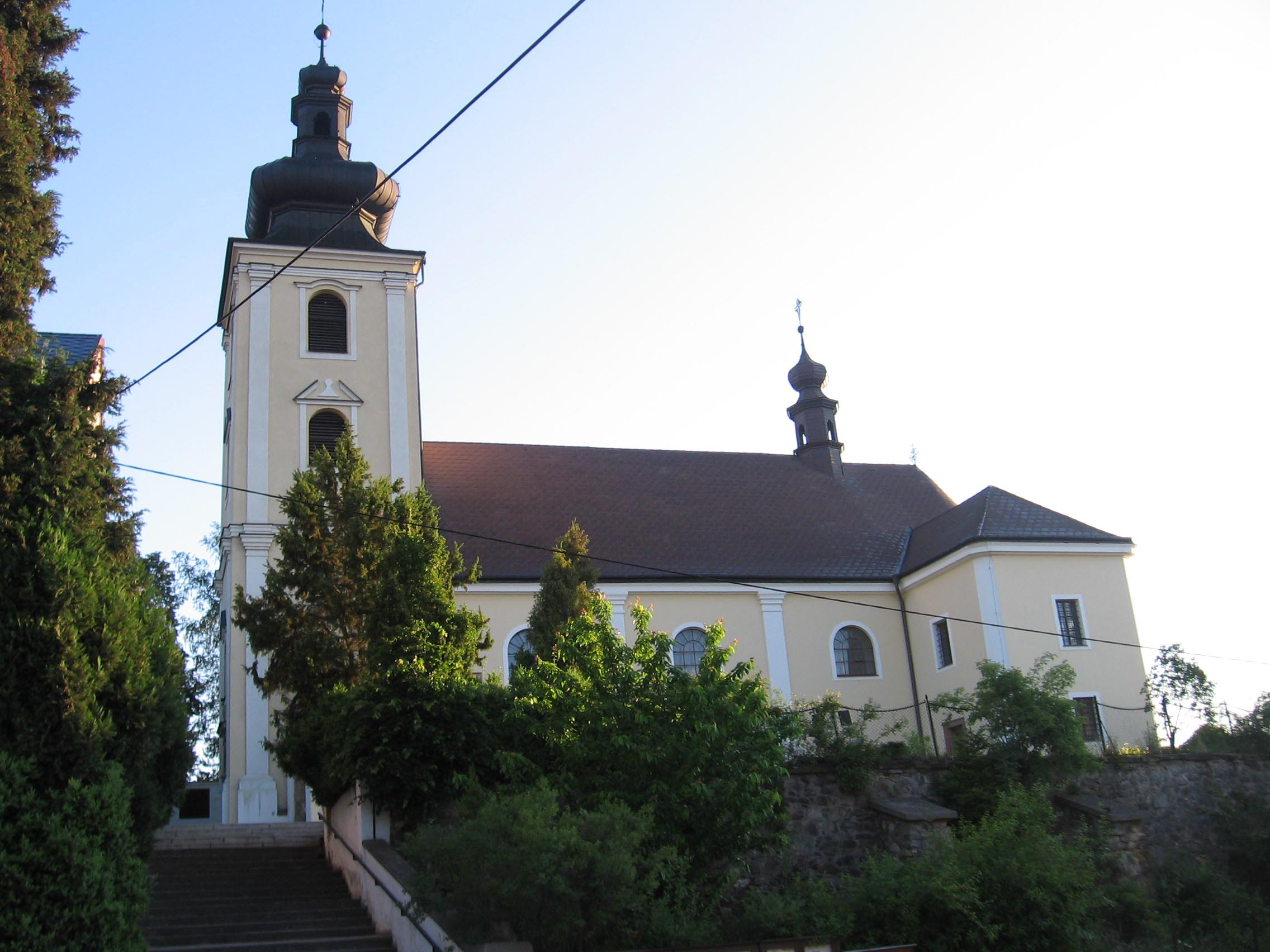
Pohled na kostel sv. Martina

- Barokní kostel sv. Martina z let 1672–1691 na místě původního románského (později gotického) kostela, založeného v 1. polovině 12. století olomouckým biskupem Jindřichem Zdíkem. Starobylý zvon ve věži kostela je jedním z nejstarších na Moravě. Kostel je významným zastavením na evropské stezce sv. Martina „Via Sancti Martini“, což dokládá informační tabule na zdi farní zahrady a také symbolická bronzová šlépěj sv. Martina umístěná v lodi kostela.
- Blanenský zámek se zámeckým parkem – v zámku je dnes umístěno Muzeum Blansko s několika stálými expozicemi: historie železářství, blanenská umělecká litina 19. a 20. století, Moravský kras, historické interiéry. V zámku pobýval lékař a archeolog Jindřich Wankel, spisovatel Ferdinand von Saar nebo Karolina Meineke.
- ADAST – správní budova firmy ADAST Blansko a. s. postavená v roce 1911 ve windsorském stylu po vzoru zámku Miramare; budova slouží jako administrativní prostory pro místní firmy a je veřejnosti nepřístupná
- Klamova huť z roku 1855 – poslední zachovaná huť železáren z 19. století, dříve muzeum umělecké litiny, nyní opět výrobní prostory
- Dřevěný kostel svaté Paraskivy ze 17. století původem z Podkarpatské Rusi, převezen do Blanska v roce 1936
- Radnice – z roku 1885, současnou podobu nabyla v roce 1904, kdy byla dostavěna věž s hodinami.[13]
- Kino Blansko – postaveno v roce 1921 jako Bio Invalidů, v roce 2012 bylo kompletně digitalizováno
- Areál vodárny postavený ve 30. letech 20. století podle návrhu architekta Bohuslava Fuchse
- Hotel Skalní mlýn – nejvýznamnější centrum Moravského krasu

### Památníky

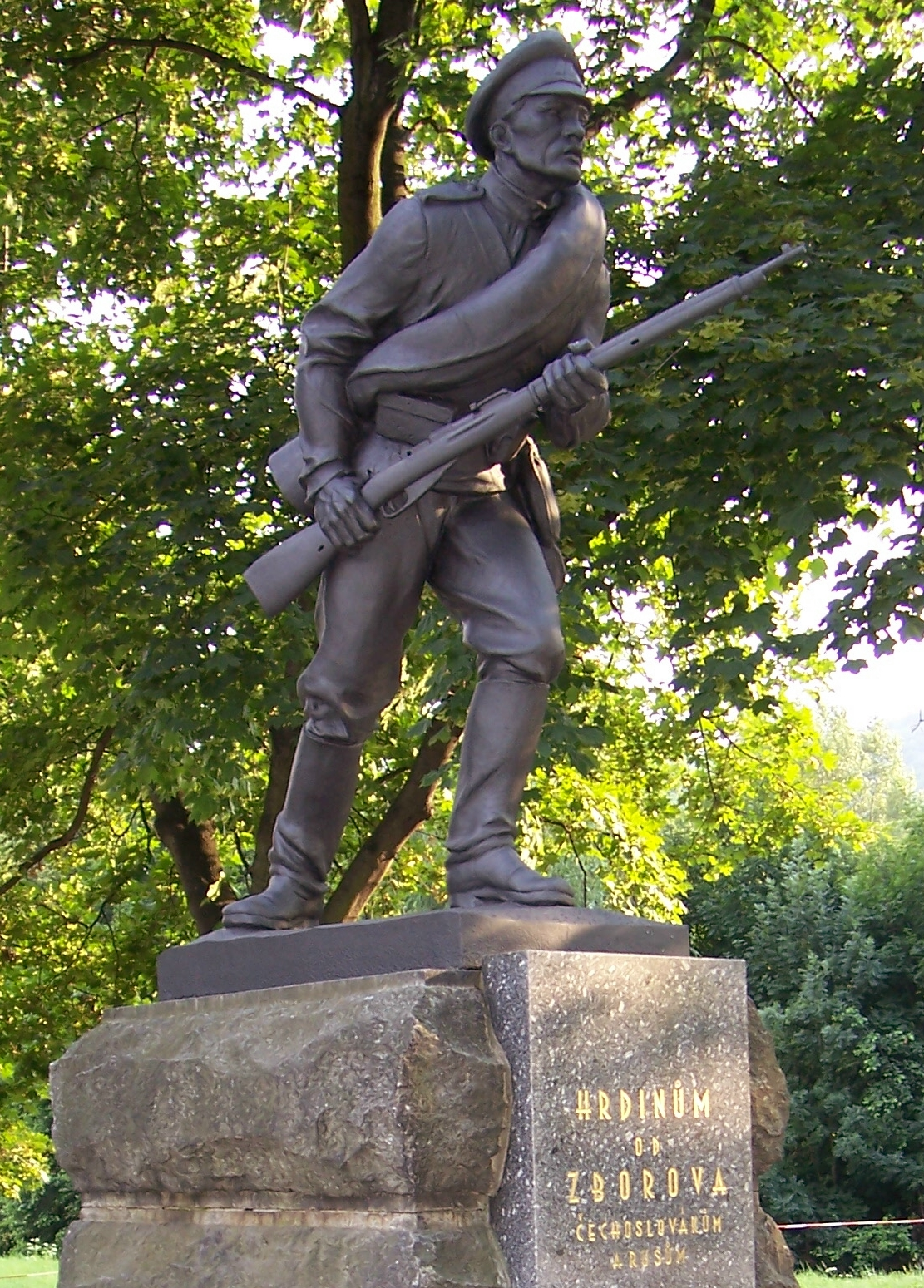
Památník „Hrdinům od Zborova“

- památník Boženy Němcové, nachází se v parčíku u křižovatky ulic Žižkovy a Havlíčkovy
- památník padlým v 1. světové válce. Stojí v parku na Náměstí Svobody.
- památník hrdinům bitvy u Zborova, byl odhalen v roce 1947 a přečkal bez úhony dobu komunistické totality. V roce 2007 byla socha opravena a na své původní místo se vrátil i ztracený bodák. Nachází se v parčíku na ulici Svatopluka Čecha u zastávky ČD Blansko-město. Pomník zborovského bojovníka je zřejmě jediný na světě, byl odlit ve třicátých letech v podniku ČKD Blansko. Dále vznikl stejný pomník určený pro Prahu, který byl odhalen před kostelem sv. Anežky v červnu 1937 generálem Stanislavem Čečkem, a třetí, který byl instalován ve východní Haliči. Pražskou sochu však zničili nacisté za druhé světové války a osud třetího pomníku je zcela neznámý. Autorem sochy je ruský legionář Karel Babka. Na obnovu pražského pomníku byla vyhlášena veřejná sbírka (např. Masarykovo demokratické hnutí poskytlo na bronzovou sochu kromě příspěvků svých členů ještě částku 50 000 Kč), avšak realizace na původním místě v Praze 4 – Spořilově se setkává s řadou obtíží.
- památník osvobození – „Rudoarmějec“, je v parčíku u křižovatky ulic Sadové, Seifertovy a Hybešovy, byl vybudován v roce 1955 k oslavám 10. výročí osvobození Československa.
- „Alegorie válečnictví“ – dvoutunová litinová socha (Ares odpočívající na válečných trofejích). Roku 1918 byla odlita pro Trident (Trento), ale vzhledem k pohnutým událostem konce první světové války už na místo určení nedorazila. Dodnes stojí v parčíku u budovy ČKD.
- náhrobní památník první manželky anglického krále Viléma IV. Karoliny Meineke, obklopený nově zbudovaným rozáriem, se nachází u kostela sv. Martina

### Moderní stavby
- Městská knihovna Blansko – veřejná knihovna
- Galerie města Blanska – expozice výtvarného umění
- Městský klub „Dělnický dům“ – budova určená především pro konání kulturních akcí s velkým sálem a jevištěm, malými sály a klubovnami; součástí klubu je restaurace s letní zahrádkou
- Nemocnice Blansko
- Strojírenský komplex ČKD Blansko

### Ostatní
- Ježkův vlečkový most – pocházející poloviny 19. století, veden jako kulturní památka

### Střední školy
- Gymnázium Blansko
- Obchodní akademie a Střední zdravotnická škola
- Střední škola technická a gastronomická Blansko
- Střední škola cestovního ruchu a gastronomie, s.r.o.

### Základní školy
- ZŠ Salmova
- ZŠ Dvorská
- ZŠ Tomáše Garrigua Masaryka
- ZŠ Erbenova
- ZŠ Nad Čertovkou (určena pro žáky se speciálními vzdělávacími potřebami)
- ZUŠ Blansko, Zámek

## Členění města

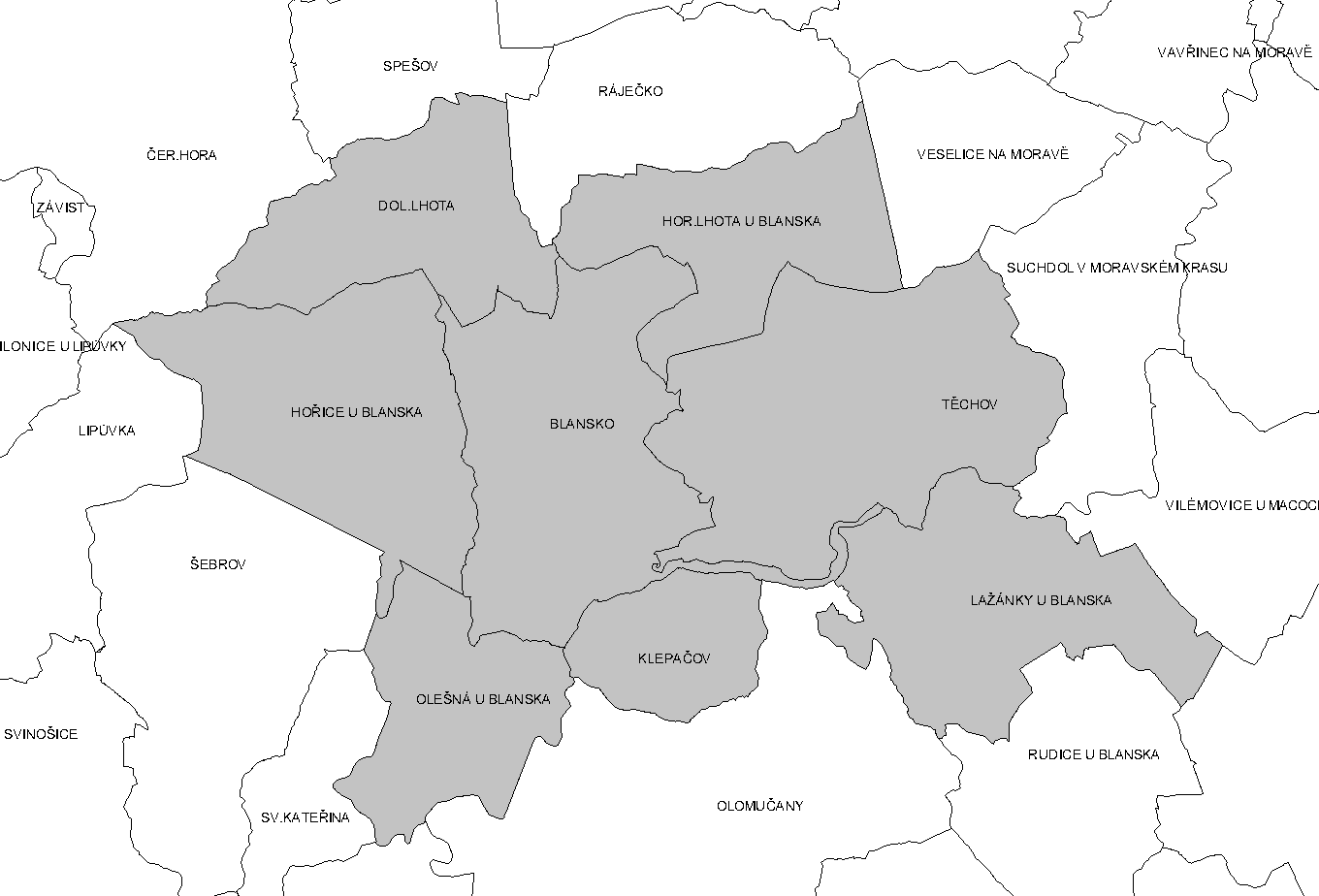
Katastrální členění města

### Katastrální území a části města
Město se člení na osm katastrálních území a 12 částí města. Katastrální území a části města na nich ležící jsou:
- k. ú. Blansko – část Blansko
- k. ú. Dolní Lhota – část Dolní Lhota
- k. ú. Horní Lhota u Blanska – část Horní Lhota
- k. ú. Hořice u Blanska – část Hořice
- k. ú. Klepačov – část Klepačov
- k. ú. Lažánky u Blanska – část Lažánky a částečně také část Blansko
- k. ú. Olešná u Blanska – část Olešná
- k. ú. Těchov – části Těchov, Obůrka, Skalní mlýn, Žižlavice a Češkovice

V letech 1980–1999 byla součástí města i dnes samostatná obec Spešov.

### Městské čtvrti
Neoficiálně se město člení na tyto městské čtvrti:
- Zborovce
- Sever
- Staré bytovky (U Kamenného kříže)[15]
- Písečná
- Podlesí
- Blansko-město
- Staré Blansko
- Vojánky
- Arnoštovo údolí

## Správní území
Blansko bylo dříve okresním městem, v současnosti je obcí s rozšířenou působností a pověřeným obecním úřadem. Okres Blansko ale stále existuje a skládá se ze 116 obcí, správní obvod obce s rozšířenou působností z 43 obcí. Sousedními obcemi sídla jsou Šebrov-Kateřina, Vilémovice, Vranov, Rudice, Černá Hora, Vavřinec, Lipůvka, Spešov, Jedovnice, Ráječko a Olomučany.

## Doprava
V roce 1849 byla dána do provozu železniční trať Brno – Česká Třebová na které leží stanice Blansko a zastávka Blansko město. Roku 1899 došlo k jednání o vytvoření železniční tratě do Vyškova, která však nebylo realizováno. Stejně tak nebyly počátkem 20. století realizovány návrhy na zbudování železničních tratí do Moravského krasu, Líšně, Prostějova či Tišnova. K dalšímu rozvoji železničních tratí nedošlo a Blanensko se od 20. let soustředilo na autobusovou dopravu, kterou realizovali soukromí dopravci. V roce 1949 vznikl podnik ČSAD Blansko, který byl dopravním závodem národního podniku ČSAD Brno. Po roce 1989 vstoupili na trh další dopravci, k 1. 1. 1994 byla dopravní firma ČSAD Blansko privatizována a přejmenována na ČAD Blansko. Současnou městskou hromadnou dopravu ve městě i do okolních měst a obcí, zajišťují autobusové linky, které jsou součástí Integrovaného dopravního systému Jihomoravského kraje.

## Sport v Blansku
Blansko bývá v současnosti označováno také za „město sportu“. Působí zde řada sportovních klubů a oddílů, z nichž vzešla mnohá významná jména českého vrcholového sportu (především blanenský rodák a olympijský vítěz v hodu diskem Ludvík Daněk). Ve městě jsou moderní sportoviště, aquapark, nově rekonstruovaná školní hřiště a tělocvičny.
Z významných sportovních a kulturních akcí nadregionálního významu se ve městě každoročně konají např. mezinárodní Půlmaraton Moravským krasem, běh You Dream We Run, BAMBIfest (bambiriáda), Blanenská desítka, Blanenské vítání sv. Martina a podzimní RAJBAS festival filmů, setkání a dobrodružství pořádaný Sdružením Horizont Blansko.

#### Fotbal
Blanenský fotbalový klub FK Blansko hrál ještě v sezóně 2005/2006 1.A třídu, díky každoročnímu postupu v roce 2008 hraje MSFL. V letech 2009–2011 následovaly dva sestupy, v roce 2013 pak postup a dnes tak klub hraje Moravskoslezskou divizi D. V roce 2020 po předčasně ukončené sezoně 2019/20 postoupil do Fortuna:Národní ligy.

#### Hokej
Hokejový klub HC Blansko hrál v letech 2003–2008 2. národní hokejovou ligu. Největším úspěchem je dvojnásobná účast ve finále 2. NL v sezonách 2005/2006 a 2006/2007. Před sezonou 2008/2009 prodal druholigovou licenci z ekonomických důvodů týmu Vsetín. V sezoně 2009/2010 se blanenský tým sloučil s Technikou Brno a pod názvem VSK Technika Blansko v Blansku hrál třetí nejvyšší hokejová liga. Spolupráce však byla po roce ukončena a hokejový klub v Blansku zanikl. Do sezóny 2010/2011 však nastoupil nový tým DYNAMITERS Blansko HK, hrající na zimním stadionu Blansko a složený převážně z odchovanců původního hokejového klubu.

#### Plavání
Od roku 1940 je Blansko domovem pro plavecký oddíl ASK Blansko (dříve Metra Blansko). Oddíl původně trénoval sezonně na letním koupališti, další rozvoj pak souvisí s otevřením krytého bazénu v říjnu 1976, který byl vybaven unikátním pohyblivým dnem pro možnost nastavit různou hloubku v části bazénu. Oddílu se podařilo vychovat mistry a mistryně republiky v žákovských i dorosteneckých kategoriích. Plavci blanenského oddílu jsou pravidelnými účastníky závodů Českého poháru. Mezi nejúspěšnější plavce, kteří začínali v tomto oddíle a významně proslavili rodné Blansko ve světě, patří například Yvetta Hlaváčová, Dana Chalupová, Michal Špaček nebo Silvie Rybářová.
Fungování plaveckého oddílu významně narušilo uzavření plaveckého bazénu v září 2021 z důvodu havarijního stavu budovy, plavci jsou tak nuceni dojíždět za tréninky do jiných bazénů v regionu a někteří přestoupili do jiných oddílů. V přípravě je stavba nového bazénu s předpokládaným otevřením v létě 2026.

#### Judo
Funguje zde také velmi úspěšný judistický oddíl, který dokázal vychovat několik mistrů republiky.

#### Baseball
Město úspěšně reprezentuje i baseballový a softballový oddíl Olympia Blansko, z.s., který pracuje s mládeží a kromě několika klubových medailových umístění na MČR, vychoval několik desítek mládežnických i seniorských reprezentantů ČR. Mužský tým v letech 1991–2008 byl nepřetržitým účastníkem nejvyšší soutěže v baseballu (od roku 1993 České baseballové extraligy). Po sestupu v roce 2008 je účastníkem Českomoravské baseballové ligy, kde získal v letech 2009 a 2010 bronzová umístění a v roce 2011 se Olympii soutěž podařilo vyhrát. V baráži o extraligu porazila tým Skokani Olomouc 3:2 na zápasy a po třech letech se vrátila do nejvyšší české baseballové soutěže. V roce 2012 se však neudržela a znovu sestoupila. V roce 2016 znovu v baráži vybojovala postup a v roce 2017 si udržela extraligu. Od roku 2012 se také díky bývalým hráčkám softballu daří udržet i softballové oddíly žákyň, kadetek a žen, které se zúčastňují celostátních soutěží. Blanenský baseballový a softballový areál, na kterém se konalo v roce 2004 Mistrovství Evropy kadetů (prvenství získalo družstvo ČR) a kde se v roce 2005 odehrála část Mistrovství Evropy mužů a v roce 2017 část Mistrovství Evropy juniorů, patří k nejhezčím v České republice.

#### Florbal
V posledních letech zažívá velký vzestup rovněž florbalový klub FBK Atlas Blansko.

## Samospráva
Ve 21. století řídila město po čtyři volební období široká koalice ČSSD, ODS, KDU-ČSL a Sdružení pro město. Ke změně došlo po komunálních volbách v roce 2022, kdy koalici vytvořily ODS, ANO 2011, Volba pro město s podporou ČSSD. Na ustavujícím zasedání zastupitelstva 21. října 2022 byl starostou opětovně zvolen Jiří Crha. Neuvolněnou 1. místostarostkou se stala Lenka Dražilová (ANO 2011) a uvolněným 2. místostarostou Ivo Stejskal z Volby pro město.

## Osobnosti
- Karel Ježek (1851–1919), zakladatel průmyslového podniku v Blansku, dlouholetý starosta Blanska, zasloužil se o jeho povýšení na město v roce 1905
- Karel Jaroslav Maška (1851–1916), archeolog, objevitel archeologických nalezišť Předmostí u Přerova a jeskyně Šipka u Štramberka
- Hugo Václav Sáňka (1859–1929), speleolog, archeolog, blanenský kronikář
- Jaroslav Bakeš (1871–1930), lékař, chirurg, zakladatel ústavu pro onkologické pacienty v Brně
- Alois Skoták (1886–1918), československý legionář a socialistický aktivista
- Miloslav Trapl (1899–1979), sociolog a historik, univerzitní profesor, otec historika Miloše Trapla[28]
- Rudolf Barák (1915–1995), funkcionář státní správy, v letech 1953–1961 ministr vnitra
- Antonín Petlach (1929–2023), technik a projektant vodních staveb, mj. elektrárny Dlouhé stráně[29]
- Ludvík Daněk (1937–1998), olympijský vítěz v hodu diskem
- Karel Jarůšek (* 1952), fotbalista, fotbalový reprezentant, trenér a funkcionář, politik
- Václav Ševčík (* 1953), zpěvák, hudebník, podnikatel, známý z hudebního dua Eva a Vašek
- Jiří Šimkůj (1959–2021), předseda a jeden ze zakladatelů spolku železničních nadšenců Kolejová. V čele spolku se zasadil o zachování Ježkova vlečkového mostu a jeho prohlášení kulturní památkou.
- Roman Meluzín (* 1972), dvojnásobný mistr světa v ledním hokeji
- Václav Kolář (* 1991), několikanásobný mistr světa v biketrialu
- Filip Král (* 1999), hokejový obránce hrající v AHL

Kromě rodáků jsou s městem také spojeny další osobnosti, které tu nějaký čas pobývaly a působily/působí:
- Karel Reichenbach (1788–1869), chemik, metalurg a průmyslník, který v roce 1833 v Blansku vynalezl parafín
- Ludwig Georg Treviranus (1790–1869), inženýr, konstruktér prvních průmyslově využitelných parostrojů vyrobených ve střední Evropě
- Jindřich Wankel (1821–1897), lékař, moravský archeolog a speleolog
- Ferdinand von Saar (1833–1906), rakouský spisovatel
- Josef Hybeš (1850–1921), sociálně demokratický politik a novinář[30]
- Jan Knies (1860–1937), učitel, archeolog, vlastivědný pracovník
- Karel Absolon (1877–1960), badatel v Moravském krasu
- Josef Pilnáček (1883–1952), moravský historik a genealog
- Erich Roučka (1888–1986), vynálezce a zakladatel továrny na výrobu elektrických měřicích přístrojů (později Metra Blansko)
- Josef Korčák (1921–2008), komunistický funkcionář a politik, poslanec, předseda vlády ČSR a místopředseda federální vlády ČSSR
- Miloslav Kala (* 1963), ekonom a politik
- Jozef Regec (* 1965), reprezentant ČSSR a ČR v silniční cyklistice a politik
- Bohumil Pečinka (* 1967), politický komentátor, publicista a spisovatel
- Jaromír Blažek (* 1972), fotbalový brankář a bývalý reprezentant ČR
- Yvetta Hlaváčová (* 1975), reprezentantka ČR v dálkovém plavání a příležitostná modelka

U kostela sv. Martina se nachází pamětní deska Karoliny Meineke, první manželky pozdějšího anglického krále Viléma IV., která poslední léta svého života trávila na zámku v Blansku, kde také v roce 1815 zemřela.

## Partnerská města

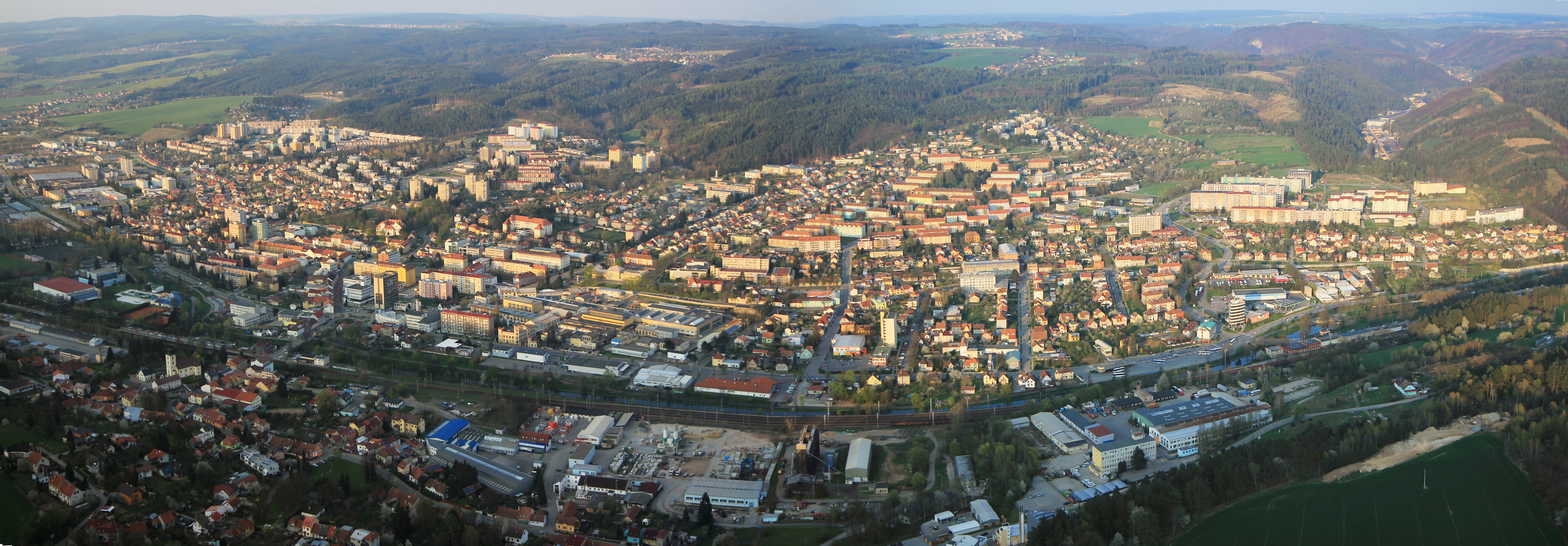
Panorama města Blansko

- Komárno, Slovensko
- Lehnice, Polsko
- Mürzzuschlag, Rakousko
- Scandiano, Itálie